# شاعر منشد

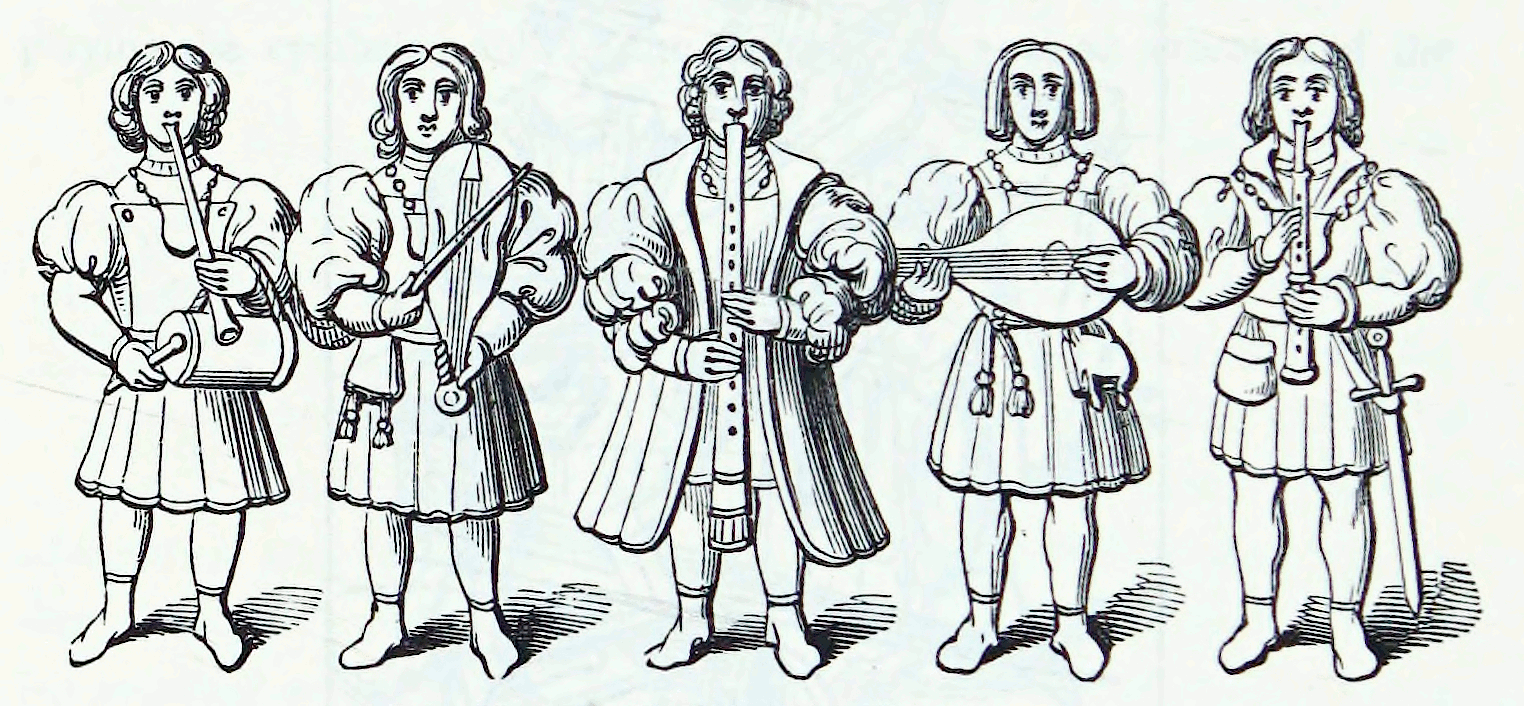
منشدون بفرلي. نقش خشبي للموسيقيين الإنجليز في القرن السادس عشر يحملون آلات موسيقى مختلفة

الشاعر المنشد كان فنانًا ترفيهيًا، في البداية في أوربا في العصور الوسطى. كان الاسم يصف في الأصل أي نوع من الفنانين مثل الموسيقي أو لاعب الخفة أو البهلوان أو المغني أو المزاح؛ أما في القرن السادس عشر فأصبح يعني فنانًا متخصصًا يغني الأغاني ويعزف على الآلات الموسيقية.

## طالع أيضًا
- شاعر متجول